# Henryk Berlewi

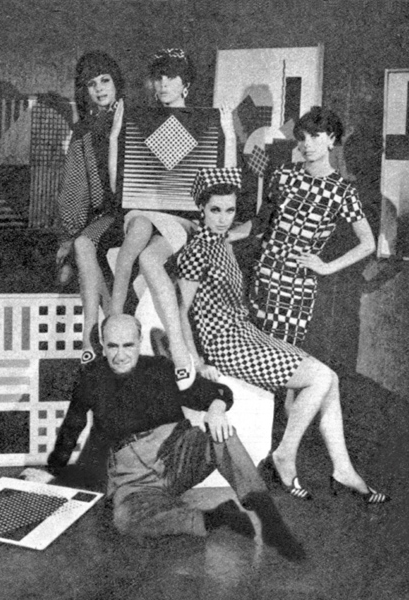
Berlewi in 1966

Henryk Berlewi  (Warschau, 20 oktober 1894 – Parijs, 2 augustus 1967) was een Poolse schilder, tekenaar en graficus. Hij geldt als de vader van de optical art.

## Leven en werk

### Opleiding
Berlewi werd geboren in Warschau als zoon van een geassimileerde Joodse familie. Hij studeerde van 1904 tot 1909 aan de kunstacademie van Warschau (Szkole Sztuk Pięknych) en van 1909 tot 1910 aan de Koninklijke Academie voor Schone Kunsten in Antwerpen. Daarna vervolgde hij van 1911 tot 1912 zijn studie aan de École nationale supérieure des beaux-arts in Parijs. Hij keerde in 1913 terug naar Warschau, waar hij bij professor Jan Kuzik design studeerde aan de Szkole Rysunkowej en waar hij zich aansloot bij de Poolse futuristen. Hij hield zich in deze jaren vooral bezig met de joodse cultuur en zijn werk werd beheerst door joodse thema's.

### Warschau en Berlijn
Van 1922 tot 1923 verbleef hij in Berlijn, waar hij lid werd van de in 1918 door Max Pechstein gestichte Novembergruppe en deelnam aan de Große Berliner Kunstausstellung van 1922. Hij leerde de avantgardistische kunstenaars Theo van Doesburg, László Moholy-Nagy, Hans Richter, Viking Eggeling en Ludwig Mies van der Rohe kennen. Hij nam in mei 1922 deel aan het Eerste Congres van de Unie van Internationale Progressieve Kunstenaars in Düsseldorf (1.Kongreß der Union Internationaler Fortschrittlicher Künstler), waar hij El Lissitzky trof en kennismaakte met het suprematisme en het constructivisme. 
Weer terug in Warschau was hij in 1924 met onder anderen Władysław Strzemiński, Katarzyna Kobro, Henryk Stażewski, Teresa Żarnower en Mieczysław Szczuka oprichter van de kunstenaarsgroepering van Poolse constructivisten Blok (Grupa Kubistow, Konstruktywistow i Suprematystow - 1924-1926). In 1924 publiceerde hij zijn manifest Mechano Faktura met leerstellingen, die beïnvloed waren door het Russische Constructivisme, het Nederlandse neoplasticisme en het dadaïsme van Kurt Schwitters, en exposeerde zijn werk, onder andere "Neofaktur" (1923), "Kompozycja mechanofakturowa" (1924, Muzeum Narodowe w Warszawie) en "Mechanofaktura biało-czerwono-czarna" (1924, Muzeum Sztuki w Łodzi), tijdens de eerste Blok-expositie in de Austro-Daimler Auto Salon van de firma Laurin-Clement in Warschau. Hij werd door Herwarth Walden (oprichter van galerie en tijdschrift "Der Sturm") uitgenodigd voor een expositie in Berlijn en zijn manifest werd gepubliceerd in Der Sturm. Hij startte met Stanisław Brucz en Aleksander Wat een reclamebureau (Reklama-Mechano), ontwierp toneeldecors en met de architect Szymon Syrkus kleine architectuurprojecten.

### Parijs
In 1928 gaf hij zijn constructivistische experimenten op en vestigde zich blijvend in Parijs. Daar keerde hij terug naar de figuratie. Tussen 1928 en 1938 bezocht hij veelvuldig België, waar hij in literaire en politieke kringen portretten maakte. Rond 1938, toen werd geconstateerd dat hij ziek was, staakte hij zijn activiteiten als kunstenaar volledig. In 1942 week hij uit naar Nice, waar hij gedurende 1943 en 1944 actief was in het verzet. Na de Tweede Wereldoorlog hervond hij in 1947 weer zijn werklust en in 1957, na een expositie van Poolse avantgardistische kunst in Galerie Denise René, hervatte hij zijn Mechano Faktura-experimenten, onder andere "Improwizacja - Liniowy raster" (1962). 
Zijn schilderijen en grafisch werk bevatten vele optische elementen, reden waarom Berlewi wordt gezien als de vader van de optische kunst, de Op-art. Een van zijn belangrijkste tentoonstellingen was de expositie Responsive Eye van 1965 in New York.